# Antoni Bazaniak

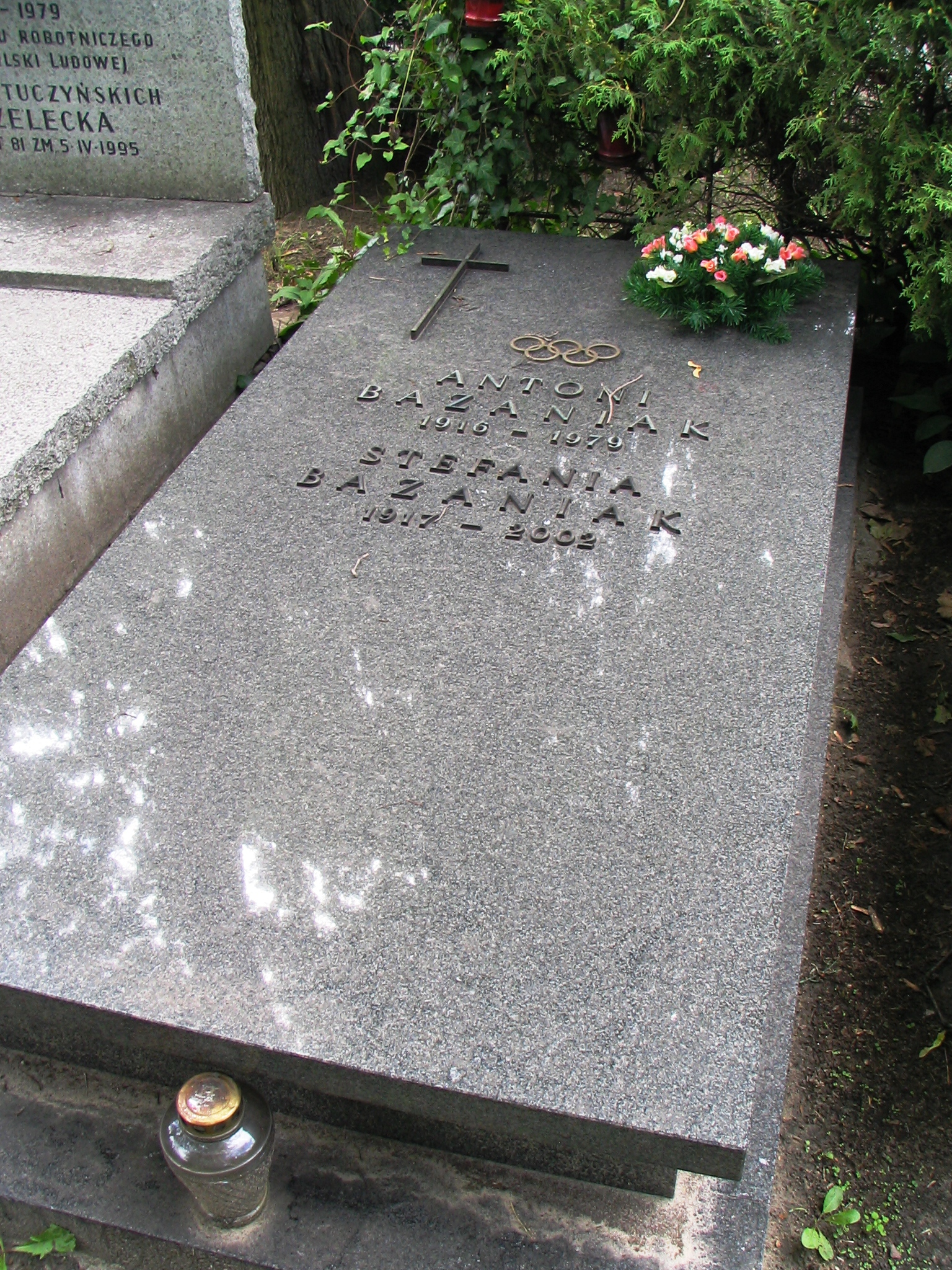
Grób Antoniego Bazaniaka i jego żony Stefanii na Cmentarzu Wojskowym na Powązkach w Warszawie, 23 lipca 2008

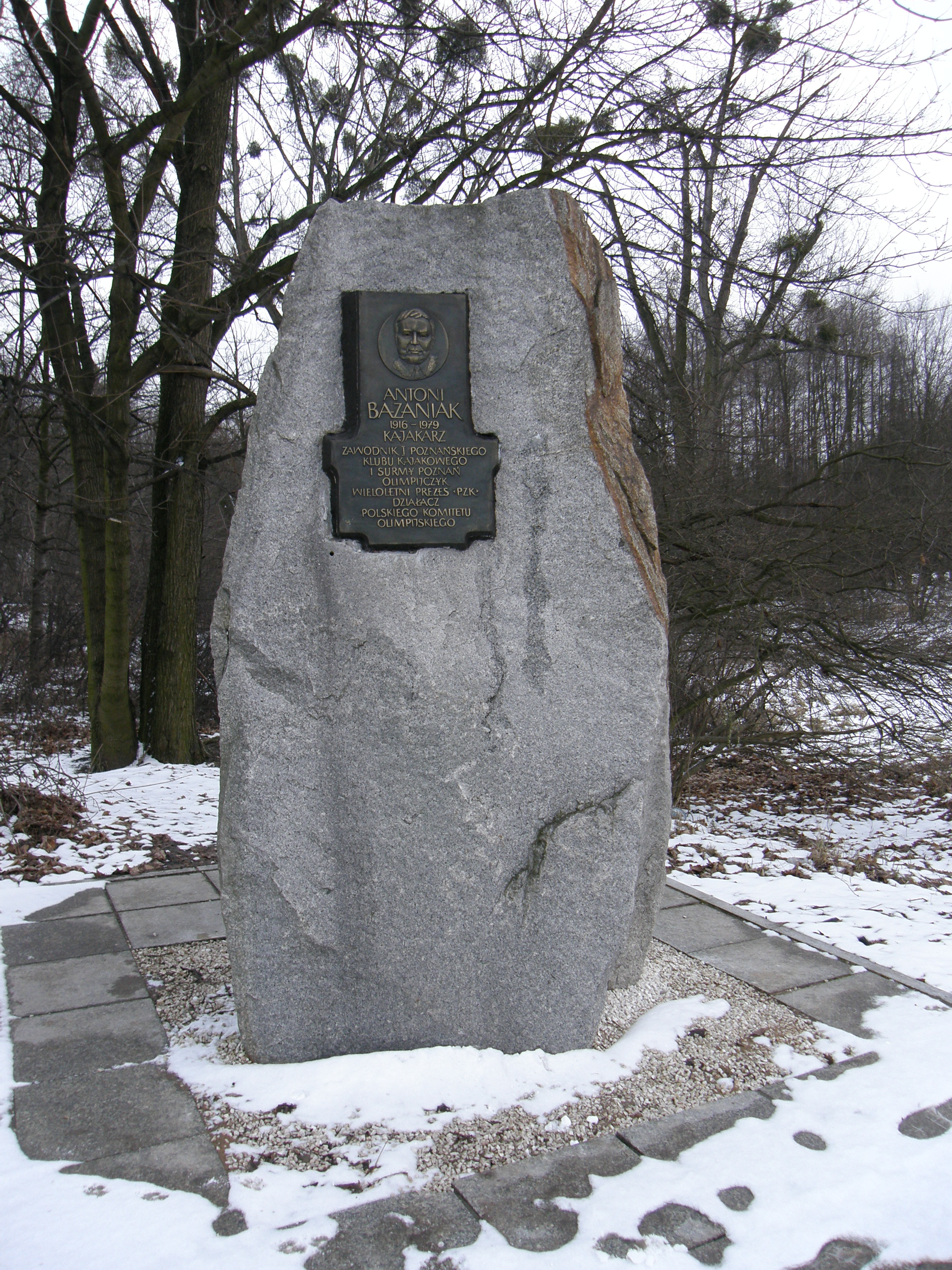
Tablica pamiątkowa nad Jeziorem Maltańskim w Poznaniu

Antoni Bazaniak (ur. 1 maja 1916 w Hamborn w Niemczech, zm. 12 marca 1979 w Marino we Włoszech) – polski kajakarz, olimpijczyk z Berlina (1936).

## Życiorys
Zawodnik I Poznańskiego Klubu Kajakowego "Surma Poznań". W 1935 zdobył mistrzostwo Polski w konkurencji K-2 na dystansie 1 000 i 10 000 m. Pierwszy olimpijczyk (wraz z M. Kozłowskim i Cz. Sobierajem) w historii polskiego kajakarstwa. W 1936 na Igrzyskach Olimpijskich w Berlinie w osadzie wraz z Marianem Kozłowskim brał udział w wyścigu K-2 na dystansie 10 000 m, zajmując 11. miejsce (na 12 startujących osad). W 1938 z Janem Wolniewiczem zdobył wicemistrzostwo Polski na dystansie 1000 m.
Wspólnie z Adamem Okupniakiem zdobył wicemistrzostwo Polski na dystansie 1000 m (1946, 1947) i 10 000 m (1946). W konkurencji K-4 w 1948 wraz z A. Jeżewskim, M. Matłoką i A. Okupniakiem został wicemistrzem Polski na dystansie 1000 m. W następnym sezonie wydatnie wspierał "Surmę Poznań", która została drużynowym mistrzem Polski w kajakarstwie.
Po II wojnie światowej, będąc jeszcze zawodnikiem rozpoczął działalność społeczną w kajakarstwie. W maju 1946 odbudował sekcję kajakarską "Surmy Poznań" (jej kierownik w latach 1947–1948). Działacz Polskiego Związku Kajakowego, w latach 1953–1979 prezes PZKaj. Działał także jako wiceprezes (1960) do spraw organizacyjnych Międzynarodowej Federacji Kajakowej (ICF) oraz członek zarządu PKOl w latach 1960–1976. 5-krotnie uczestniczył w igrzyskach olimpijskich jako szef polskiej reprezentacji kajakarskiej (1960, 1964, 1968, 1972, 1976).
Zmarł na zgrupowaniu kadry olimpijskiej. Pochowany na Cmentarzu Wojskowym na Powązkach w Warszawie (kwatera 37B-3-14). Ku jego pamięci od 1979 organizowany jest w Czechowicach-Dziedzicach Międzynarodowy Memoriał Kajakarski im. Antoniego Bazaniaka zainicjowany przez klub sportowy Górnik Czechowice-Dziedzice. W sierpniu 2006 zorganizowano XX jego edycję. W 1998 nad Jeziorem Maltańskim w Poznaniu odsłonięto tablicę (autor Józef Petruk) poświęconą jego pamięci.